# Corlée
Corlée est une ancienne commune française du département de la Haute-Marne en région Grand Est. Elle est associée à la commune de Langres depuis 1972.

## Géographie
Le village de Corlée est traversé par le ruisseau de Val ainsi que par les routes D193 et D193d.

## Histoire
En 1789, ce village fait partie de la province de Champagne dans le bailliage de Langres.
Le 1er septembre 1972, la commune de Corlée est rattachée à celle de Langres sous le régime de la fusion-association.

## Politique et administration
| Période                                  | Période  | Identité           | Étiquette | Qualité                                          |
| ---------------------------------------- | -------- | ------------------ | --------- | ------------------------------------------------ |
| ?                                        | 2018     | Xavier Logerot     |           | Chef de service à la DDT Ingénieur divisionnaire |
| 2018                                     | 2020     | Philippe Ferrut    |           |                                                  |
| 2020                                     | en cours | Thierry GUILLAUMOT |           |                                                  |
| Les données manquantes sont à compléter. |          |                    |           |                                                  |

## Démographie
| 1911 | 1921 | 1926 | 1931 | 1936 | 1946 | 1954 | 1962 | 1968 |
| ---- | ---- | ---- | ---- | ---- | ---- | ---- | ---- | ---- |
| 183  | 152  | 151  | 168  | 154  | 153  | 149  | 154  | 155  |

## Lieux et monuments
- Église Saint-Pierre et Saint-Paul